# BMW 320
Der BMW 320 war ein Mittelklasse-PKW mit Sechszylinder-Reihenmotor, der von BMW in der Zweigniederlassung Eisenach 1937–1938 als Nachfolger der Modelle 319 und 329 gebaut wurde. Sein Nachfolger war der fast baugleiche BMW 321, der bis 1941 und nach dem Krieg von 1945 bis 1950 bei Awtowelo in Eisenach hergestellt wurde.

## BMW 320
Der BMW 320 erschien im Juli 1937. Er hatte den Motor des Vorgängertyps, einen Sechszylinder mit zwei Vergasern und einem Hubraum von 1911 cm³, der 45 PS (33 kW) bei 3750 min−1 abgab, jedoch im Unterschied zum größeren BMW 326 nur zwei Türen. Nach 640 Exemplaren wurde stattdessen der aus dem Modell 326 bekannte Motor mit 1971 cm³ Hubraum eingebaut, aber nur mit einem Vergaser bestückt. Auch dieser Motor leistete 45 PS (33 kW). Der Wagen erreichte 110 km/h.
Das Fahrwerk entsprach dem 319/329; Radaufhängung vorn: Querlenker unten und eine Querblattfeder oben, hinten Starrachse mit zwei halbelliptischen Längsblattfedern. Die auf alle vier Räder wirkenden Bremsen waren jetzt hydraulisch betätigt. Radstand und Fahrzeuglänge waren deutlich gewachsen. Es gab nur noch zwei Modelle, eine Limousine für 4.500 RM und ein viersitziges Cabriolet für 5.250 RM.
Es entstanden 4.185 Stück. 1939 löste das Modell 321 den 320 ab.
| Produktionszahlen | Jahr | 1936 | 1937  | 1938  | Summe |
| ----------------- | ---- | ---- | ----- | ----- | ----- |
| BMW 320           |      | 7    | 1.518 | 2.660 | 4.185 |

## BMW 321
Im Januar 1939 wurde der 320 durch den überarbeiteten BMW 321 abgelöst. Er erhielt den unveränderten 2,0-Liter-Reihensechszylindermotor des Vorgängers. Die Karosserien fielen um 110 mm breiter aus. Die Vorderachse stammte nun vom Typ 326. Eine Änderung bestand darin, dass die Türen nicht wie vorher vorn, sondern hinten angeschlagen waren. Diese Türen erleichterten den Einstieg für Fahrer und Passagiere und waren zu ihrer Zeit modern. Auf Wunsch wurde für die Limousine ein Schiebedach von Golde angeboten.
Die Limousine kostete 4.800 RM (mit Schiebedach 5.100 RM) und das Cabriolet 5.650 RM.

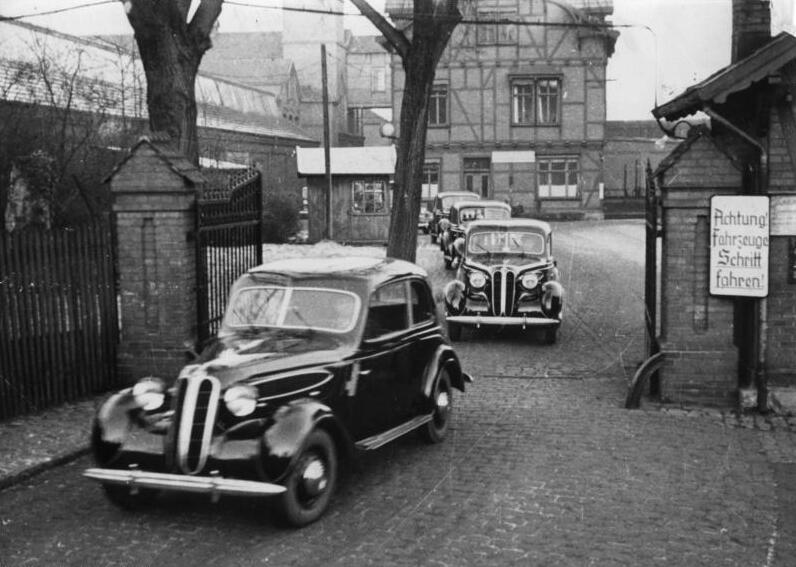
BMW 321/2 verlassen das Awtowelo-Werk in Eisenach, Dezember 1948

In drei Jahren wurden 3.697 Exemplare gebaut. Kriegsbedingt wurde die Produktion 1941 eingestellt. 
| Produktionszahlen | Jahr | 1938 | 1939  | 1940 | 1941 | Summe |
| ----------------- | ---- | ---- | ----- | ---- | ---- | ----- |
| BMW 321           |      | 55   | 3.073 | 490  | 79   | 3.697 |

 Von 1945 bis 1950 wurde das Modell in Eisenach wieder produziert, diesmal als BMW 321/2 unter Leitung der sowjetischen Aktiengesellschaft Awtowelo. Die meisten davon wurden als Reparationsleistung in die Sowjetunion verbracht oder kamen als Dienstfahrzeuge zur sowjetischen Militär-Administration. Nur sehr wenige wurden zum privaten Gebrauch an Spitzen-Funktionäre oder Künstler in der sowjetischen Besatzungszone verteilt.